# Matylda Skotská
Matylda Skotská (1080? – 1. května 1118 ve Westminsteru), původním jménem Edita, byla anglickou královnou.

## Život
Edita byla dcerou skotského krále Malcolma III. a jeho manželky Markéty Skotské, od šesti let byla vychovávaná v klášteře Romsey pod dohledem své tety Kristýny, která zde byla abatyší.
11. listopadu 1100 se Edita provdala za anglického krále Jindřicha I. a přijala normanské jméno Matylda. Před svatbou ovšem muselo být veřejně prokázáno, že nevěsta nesložila řeholní sliby, jak si to snad přála její teta .

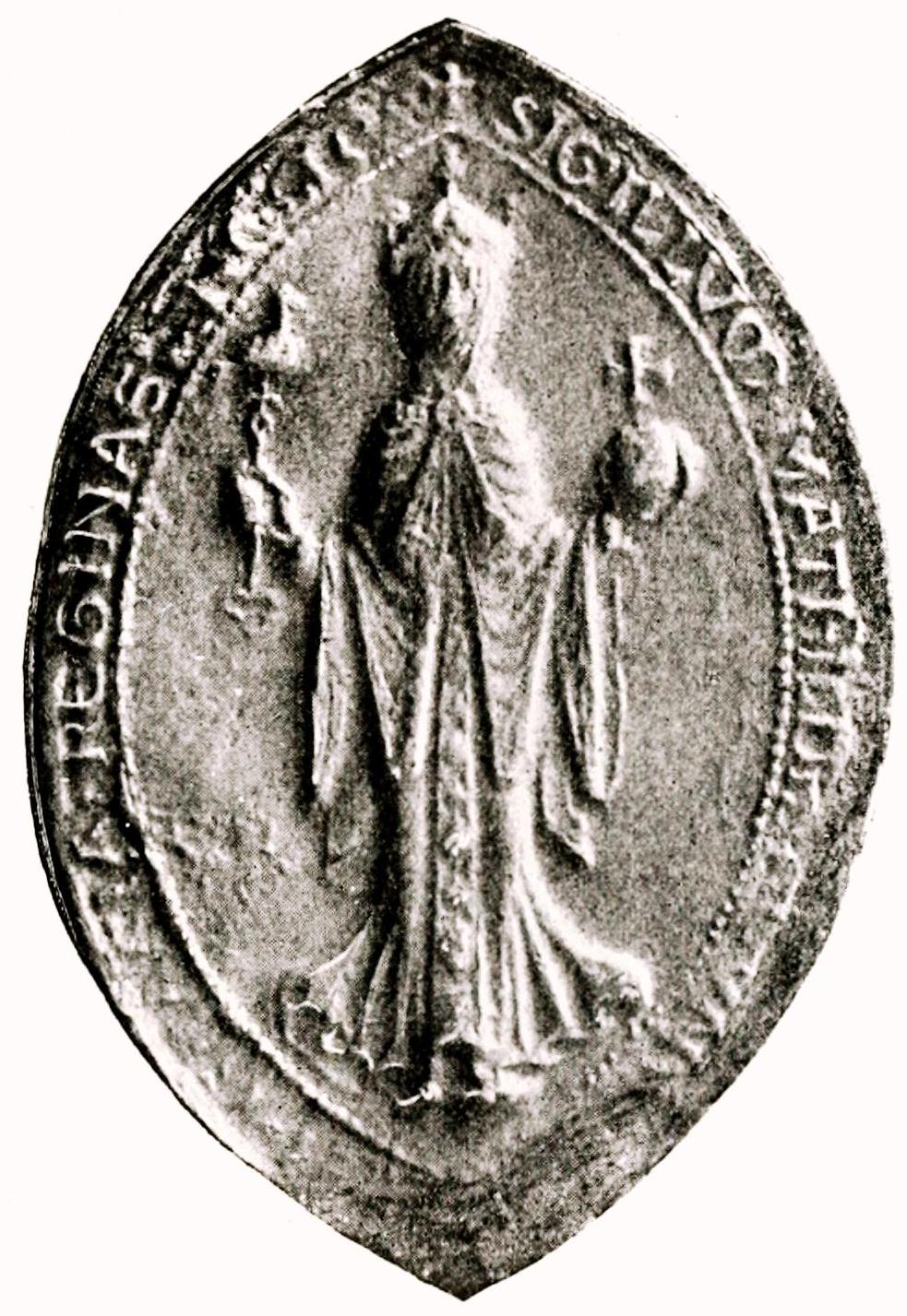
Matyldina pečeť

Svému manželovi porodila tři nebo čtyři děti – mezi nimi syna Viléma Aethelinga, jenž zahynul 25. listopadu 1120 při ztroskotání lodi White Ship.
Dcera Matylda se stala jakožto manželka císaře Jindřicha V. římskou císařovnou a po manželově smrti se jako dědička Anglie provdala za Geoffreye z Anjou. Jejich prvorozený syn Jindřich usedl na anglický trůn jako první představitel dynastie Plantagenetů.
Královna Matylda doprovázela svého muže na cestách po Anglii a pravděpodobně i na tažení do Normandie v letech 1106–1107, během králových nepřítomností pak přebírala úlohu regentky, a to až do své smrti v roce 1118, ačkoli mnoho z jejích soudů ve specifických otázkách bylo učiněno ve shodě s Rogerem ze Salisbury, který vykonával reálnou moc.
Zasloužila se také o přestavbu Londýna, založila špitál sv. Jiljí v Holbornu (za městskými hradbami) pro nemocné leprou, převorství augustiniánských kanovníků sv. Trojice v Aldgate, v Queenshyte, největším říčním přístavišti, které nosilo její jméno, pak nechala vystavět první veřejné lázně ve městě. Rozsáhlá byla i její charitativní činnost. Byla velice vzdělaná, korespondovala si např. s Anselmem z Canterbury, byla též patronkou umělců a zvláště hudebníků, anglický dvůr byl v její době centrem velké literární aktivity.
Po své smrti získala přízvisko „dobrá královna Matylda“ (angl. good queen Maud).